# Grande école
Theo Bộ Giáo dục Pháp thì grande école (nghĩa đen: trường lớn) là một cơ sở giáo dục đào tạo cao cấp của Pháp. Các thí sinh phải thông qua những kỳ thi gắt gao trước khi được tuyển chọn nhập học và sau đó theo đuổi chương trình giáo dục tiên tiến.

Hệ thống "grande école" do chính phủ Pháp thành lập vào thế kỷ XVIII với mục đích cung cấp chuyên viên kỹ thuật và quân sự cho nhà nước. Tính đến năm 2003, tổng cộng có hơn 500 trường thuộc hạng grande école. Mục đích của các cơ sở này ngày nay là đào tạo nhân sự lãnh đạo cho các ngành chính trị, quản trị và trí thức của Pháp.

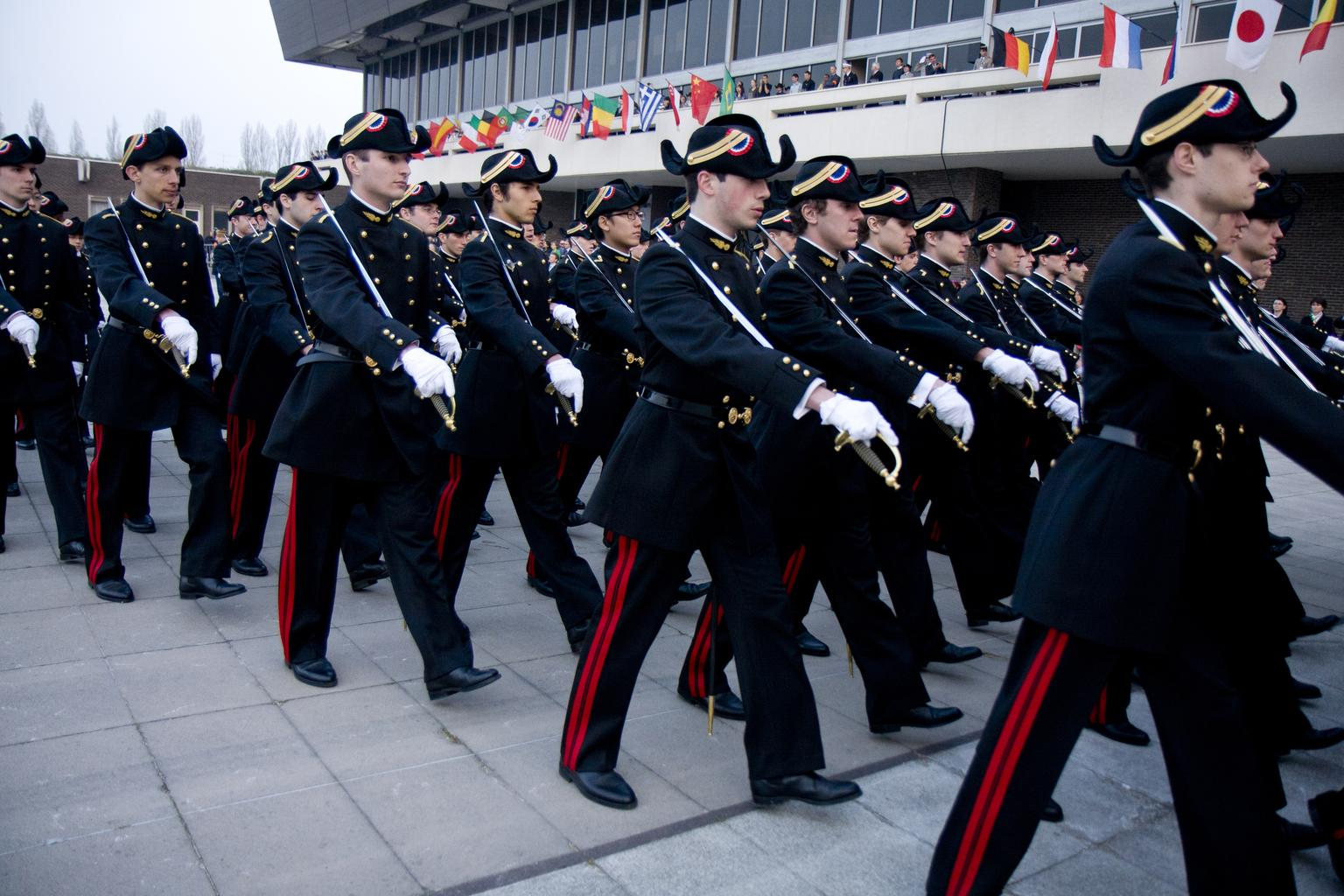
Sinh viên Trường Bách khoa Paris - một trường Grande Ecoles

## Các grande ecole kỹ thuật tại Pháp
Một số trường nổi tiếng khác được thành lập vào thế kỷ XVIII như:
- École Nationale Supérieure de Techniques Avancées Paris (ENSTA ParisTech, năm 1741)
- École nationale des ponts et chaussées (École des Ponts ParisTech, năm 1747)
- École Nationale Supérieure des Mines de Paris (Mines ParisTech, năm 1783)
- École Polytechnique (năm 1794)

Một trường nổi tiếng khác được thành lập vào thế kỷ XIX như:
- École Nationale Supérieure des Mines de Saint-Étienne (Mines Saint-Étienne, năm 1816)
- École Nationale Supérieure de Techniques Avancées Bretagne (ENSTA Bretagne, năm 1819)
- ESCP Buiness School (1819)
- École Centrale de Paris (Centrale Paris, năm 1829, hiện nay CentraleSupélec)
- École Nationale Supérieure des Mines d'Alès (Mines d'Alès, năm 1843)
- École Centrale de Lille (Centrale Lille, năm 1854)
- École Centrale de Lyon (Centrale Lyon, năm 1857)
- École Nationale Supérieure des Télécommunications (Télécom ParisTech, năm 1878)
- École des hautes études commerciales (HEC Paris, 1881)
- École Supérieure de Physique et de Chimie Industrielles de la ville de Paris (ESPCI Paris, năm 1882)
- École Supérieure d'Électricité (Supélec, năm 1894, hiện nay CentraleSupélec)
- École Nationale Supérieure de Chimie de Paris (Chimie ParisTech, năm 1896)

Sang thế kỷ XX lập thêm:
- ISAE SUPAERO (Institut Supérieur de l'Aéronautique et de l'Espace, năm 1909)
- École Centrale de Nantes (Centrale Nantes, năm 1919)
- École nationale de l'aviation civile (ENAC, năm 1949)
- Institut polytechnique des sciences avancées (IPSA, năm 1961)

14 Trường Kỹ Sư hàng đầu Pháp - Ivy League Pháp
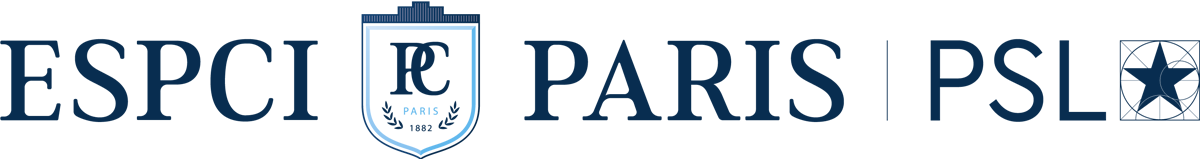
ESPCI Paris - PSL
École PolytechniqueÉcole Polytechnique
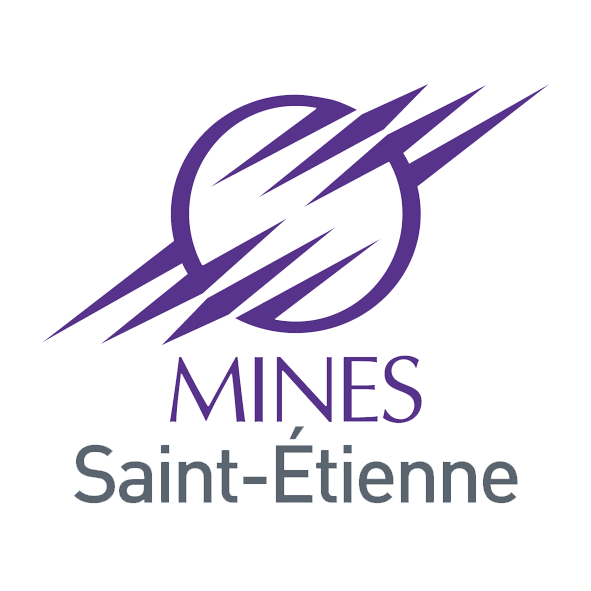
Mines Saint-Étienne
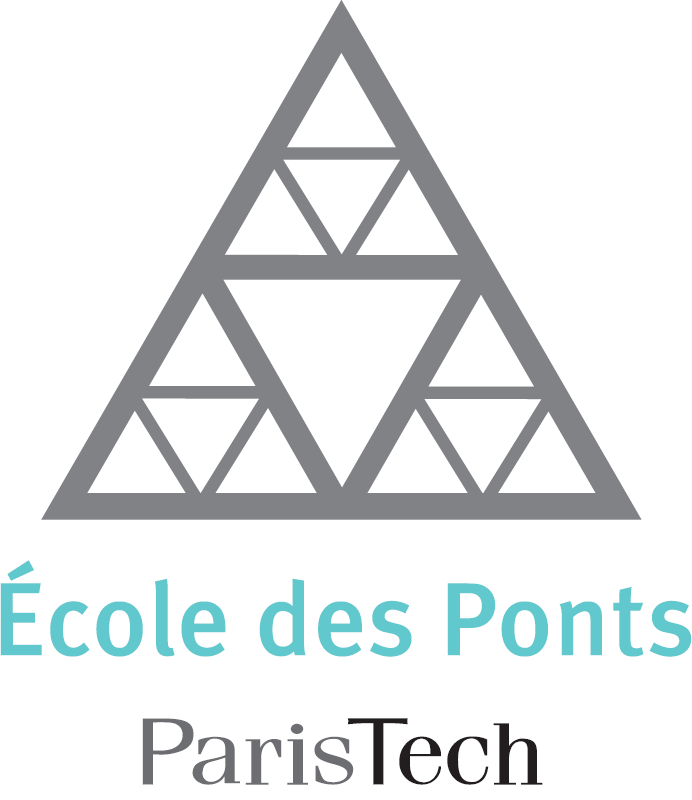
Ponts ParisTech
ENSTA ParisTechENSTA ParisTech
ENSTA BretagneENSTA Bretagne
Telecom ParisTechTelecom ParisTech
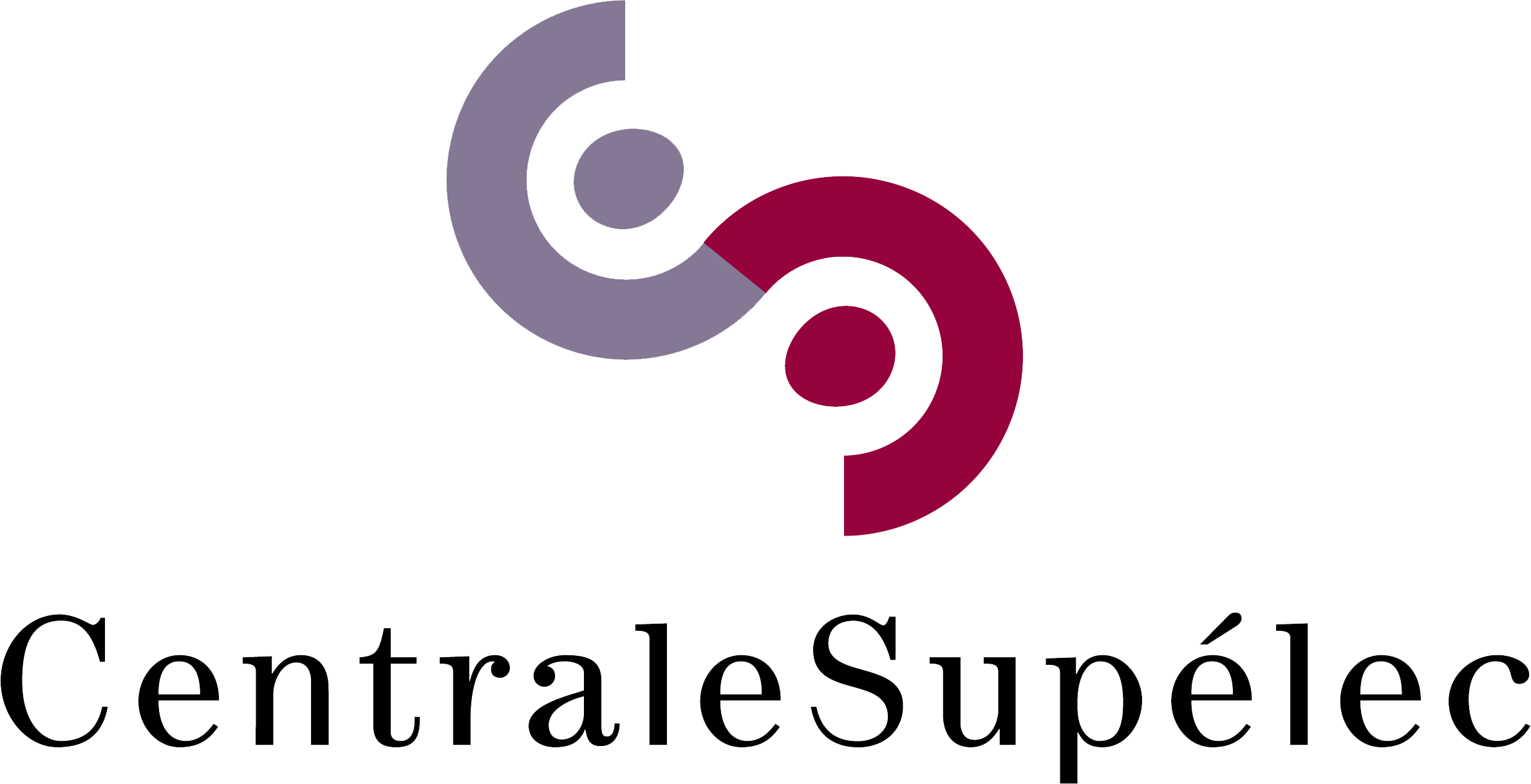
CentraleSupelec
Centrale LyonCentrale Lyon
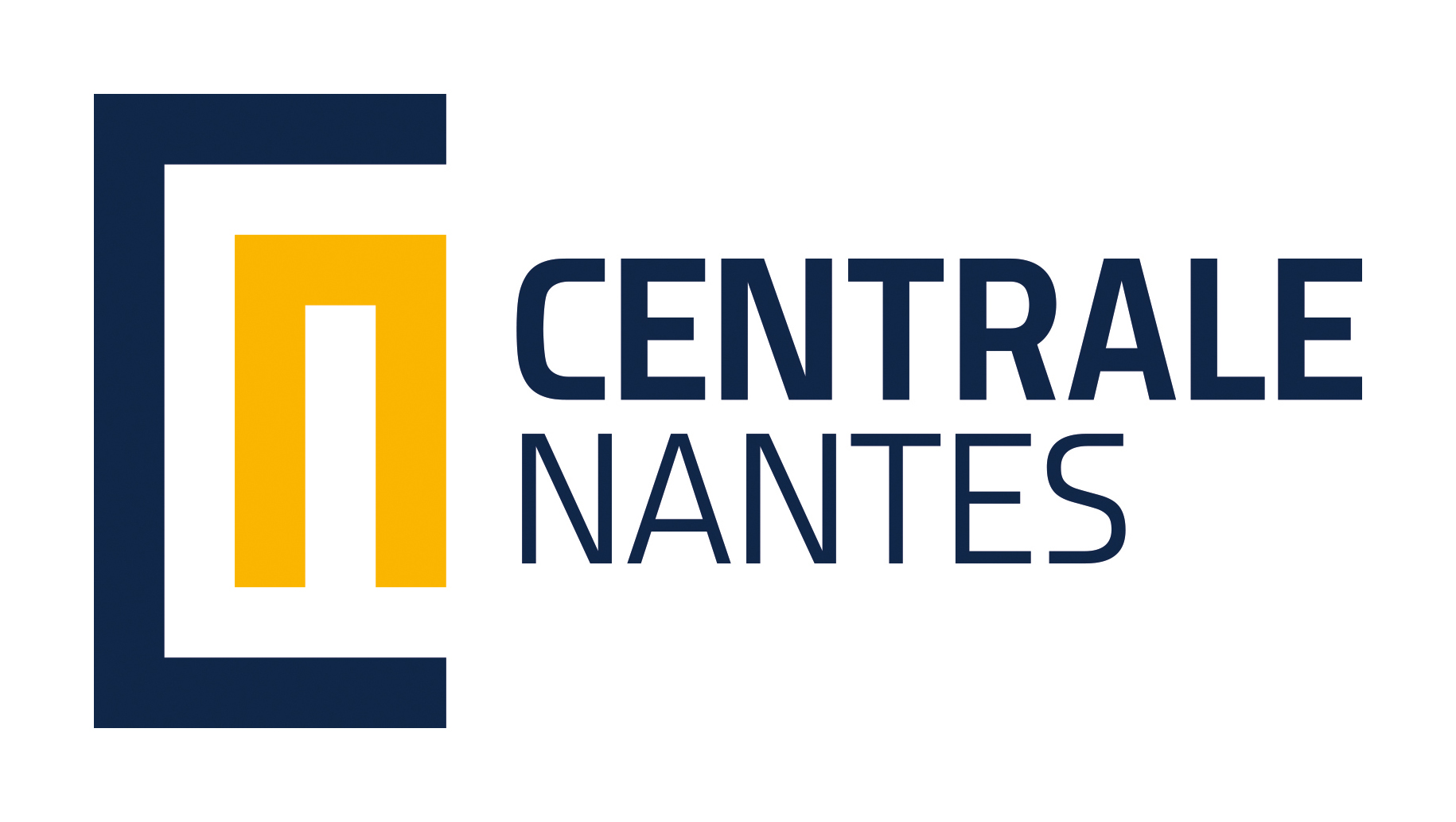
Centrale Nantes
Centrale LilleCentrale Lille
ISAE SUPAEROISAE SUPAERO
Chimie ParisTechChimie ParisTech

## Thi tuyển vàogrande école
Phương thức thi tuyển vào grande école rất khác so với phương thức thi tuyển vào các đại học Pháp. Sau khi đậu Tú tài (baccalauréat, tương đương với thi tốt nghiệp ở Việt Nam), các học sinh được tuyển thẳng vào đại học mà không cần qua kỳ thi nữa. Tuy nhiên, để vào các trường lớn, các học sinh phải trải qua một kỳ thi toàn quốc rất gắt gao sau khi đã hoàn thành hai năm đào tạo tại các lớp dự bị đại học (classes préparatoires aux grandes écoles). Các thí sinh sẽ được xếp hạng theo thứ tự cao thấp dựa theo kết quả thi cử để chọn trường. Ai không trúng tuyển được phép học lại năm thứ 2 tại lớp dự bị đại học để chuẩn bị cho kỳ thi sau hoặc là tiếp tục chương trình học tại các trường đại học.